# Cúige Chonnacht
Connaught,(ir. Connacht, Connachta, Cúige Chonnacht) pokrajina je na zapadu Irske koja obuhvaća pet okruga: Galway, Litrim, Mejo, Roskomon i Slajgo. Prostire se na teritoriju od 17.713 km², a prema popisu iz 2006. godine Connaught je imao 503.083 stanovnika.
Najveći grad provincije je Galway sa 72.414 stanovnika. Od ostalih gradova izdvajaju se Slajgo, Kaslbar i Ballina.
Najveći otok provincije je Akil (eng. Achill), ujedno i najveći irski otok, a najveće jezero je Loh Korib (eng. Lough Corrib, ir. Loch Coirib).
Republika Connaught je kratko postojala tijekom 1798. godine